# Cyrtanthus nutans
Cyrtanthus nutans är en amaryllisväxtart som beskrevs av Robert Allen Dyer. Cyrtanthus nutans ingår i släktet Cyrtanthus, och familjen amaryllisväxter. Inga underarter finns listade i Catalogue of Life.